# Амеду
Амеду (порт. Amedo; МФА: [ɐ.ˈme.du]) — парафія в Португалії, у муніципалітеті Карразеда-де-Ансіайнш. Розташована в північно-східній частині країни, на теренах історичної португальської провінції Трансмонтана. Входить до складу округу Браганса. За адміністративним поділом, чинним до 1976 року, терени парафії були складовою провінції Трансмонтана і Верхнє Дору. Належить до Брагансько-Мірандської діоцезії Католицької церкви. Патрон — святий Яків. Площа — 12,2314 км². Населення — 302 ос. (2011). Слабо урбанізований регіон. Густота населення — 24,69 осіб/км²
. Код — 040301.

## Населення
| Кількість мешканців | Кількість мешканців | Кількість мешканців | Кількість мешканців | Кількість мешканців | Кількість мешканців | Кількість мешканців | Кількість мешканців | Кількість мешканців | Кількість мешканців | Кількість мешканців | Кількість мешканців | Кількість мешканців | Кількість мешканців | Кількість мешканців |
| ------------------- | ------------------- | ------------------- | ------------------- | ------------------- | ------------------- | ------------------- | ------------------- | ------------------- | ------------------- | ------------------- | ------------------- | ------------------- | ------------------- | ------------------- |
| 1864                | 1878                | 1890                | 1900                | 1911                | 1920                | 1930                | 1940                | 1950                | 1960                | 1970                | 1981                | 1991                | 2001                | 2011                |
| 566                 | 512                 | 624                 | 640                 | 627                 | 545                 | 596                 | 731                 | 796                 | 676                 | 526                 | 615                 | 411                 | 340                 | 302                 |